# Бранкур ле Гран
Бранкур ле Гран (фр. Brancourt-le-Grand) насеље је и општина у североисточној Француској у региону Пикардија, у департману Ен (Пикардија) која припада префектури Сен Кентен.
По подацима из 2011. године у општини је живело 620 становника, а густина насељености је износила 47,18 становника/km². Општина се простире на површини од 13,14 km². Налази се на средњој надморској висини од 126 метара (максималној 159 m, а минималној 120 m).

## Демографија
| 1962. | 1968. | 1975. | 1982. | 1990. | 1999. | 2011. |
| ----- | ----- | ----- | ----- | ----- | ----- | ----- |
| 673   | 706   | 618   | 577   | 569   | 636   | 620   |

График промене броја становника у току последњих година